# Ману Тригерос
Мануел Тригерос Муњоз (шп. Manuel Trigueros Muñoz; 17. октобар 1991) шпански је фудбалер који игра на позицији везног играча и наступа за Виљареал.

## Трофеји
Виљареал
- УЕФА Лига Европе (1) : 2020/21.